# Bomel
Cet article possède un paronyme, voir Bommel.
Bomel (anciennement Beaumel) est un quartier de la ville de Namur, en Région wallonne de Belgique.  Longtemps faubourg nord de la ville de Namur, et hors de son enceinte, le quartier fut progressivement intégré à la ville au long du XIXe siècle et en fait aujourd'hui partie intégrante, tout en en étant séparé par la gare et les voies de chemin de fer.

## Un quartier de Namur
Quartier Nord de la ville de Namur, Bomel s’étend du chemin de fer au plateau de Vedrin. C’est un quartier d’habitations, encore en expansion et accueillant plusieurs services à la population. Bomel est proche du centre, de la gare multimodale et du RAVeL. On y trouve une zone Natura 2000, mais aussi l’Espace culturel des Abattoirs, le théâtre Jardin passion et la « Baie des tecks », la plus grande Bédéthèque de Wallonie, où petits et grands peuvent assouvir leur passion pour la bande dessinée.

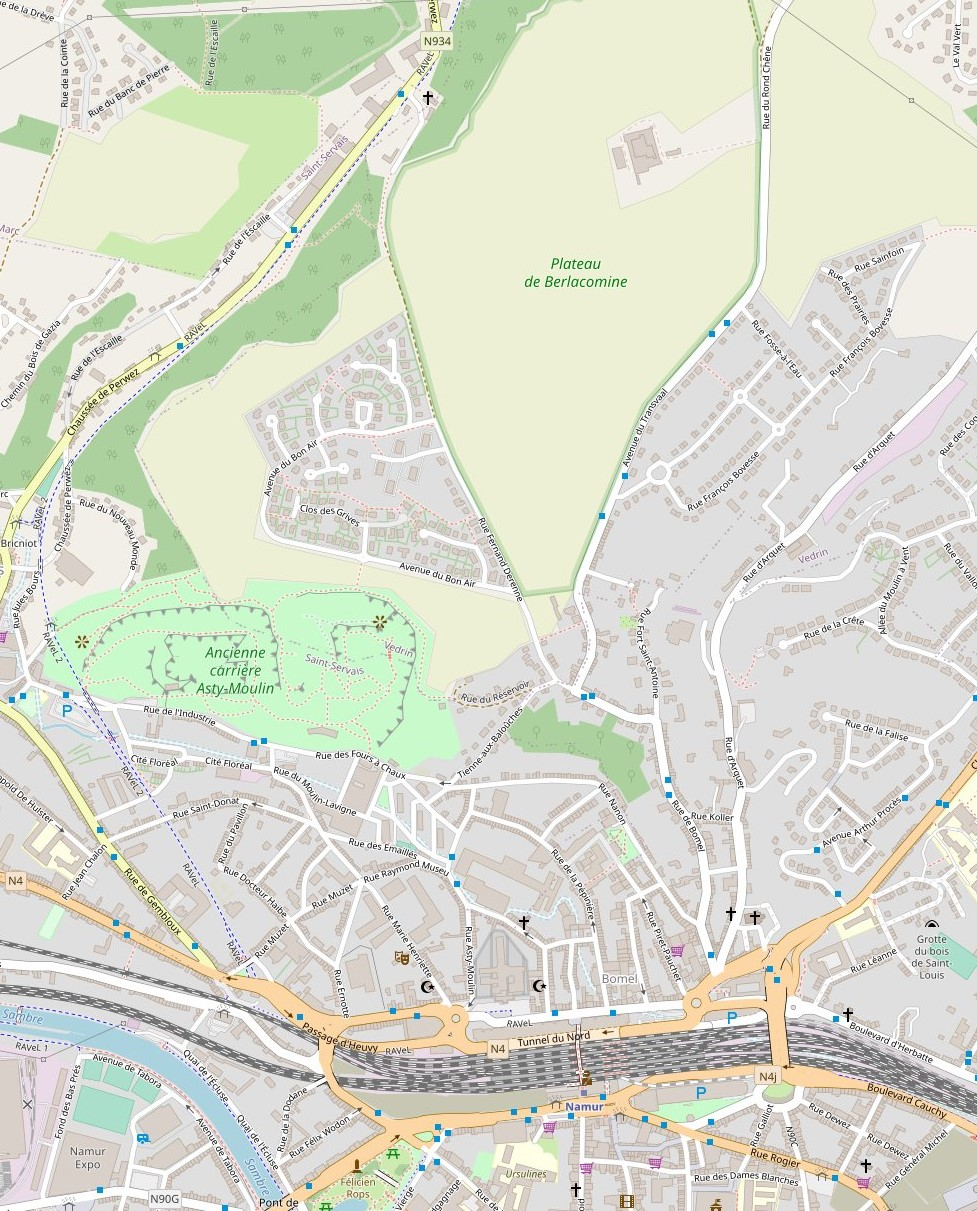
Carte de Bomel

## Histoire
Bomel viendrait de baume, qui signifie cavité souterraine. Mais cette étymologie est controversée. En tout cas, les cavités étaient nombreuses dans le quartier à la suite de l'extraction de la pierre, de la pyrite de fer et du plomb. Plusieurs sites de carrières et aussi de fours à chaux sont aujourd’hui encore les témoins de cette intense activité du passé. Pour sa part, la vallée du Houyoux, aujourd’hui voûté, a compté de nombreux moulins à eau, certains remontant au Moyen-Âge. A l’est du quartier, une importante verrerie a été en exploitation dans la plaine d’Herbatte jusqu’au XXe siècle.
Bomel a été une zone de défense avancée de la place-forte de Namur. Le Houyoux et son affluent l’Arquet (dont le tracé est celui des deux rues principales de Bomel) alimentaient les fossés de l’enceinte urbaine. Et les forts de saint Antoine et du Pied noir situés à Bomel ont longtemps formé, avec ceux de saint Fiacre, de Coquelet et de Balart plus à l’est, une ceinture défensive contrôlant les accès à la cité.

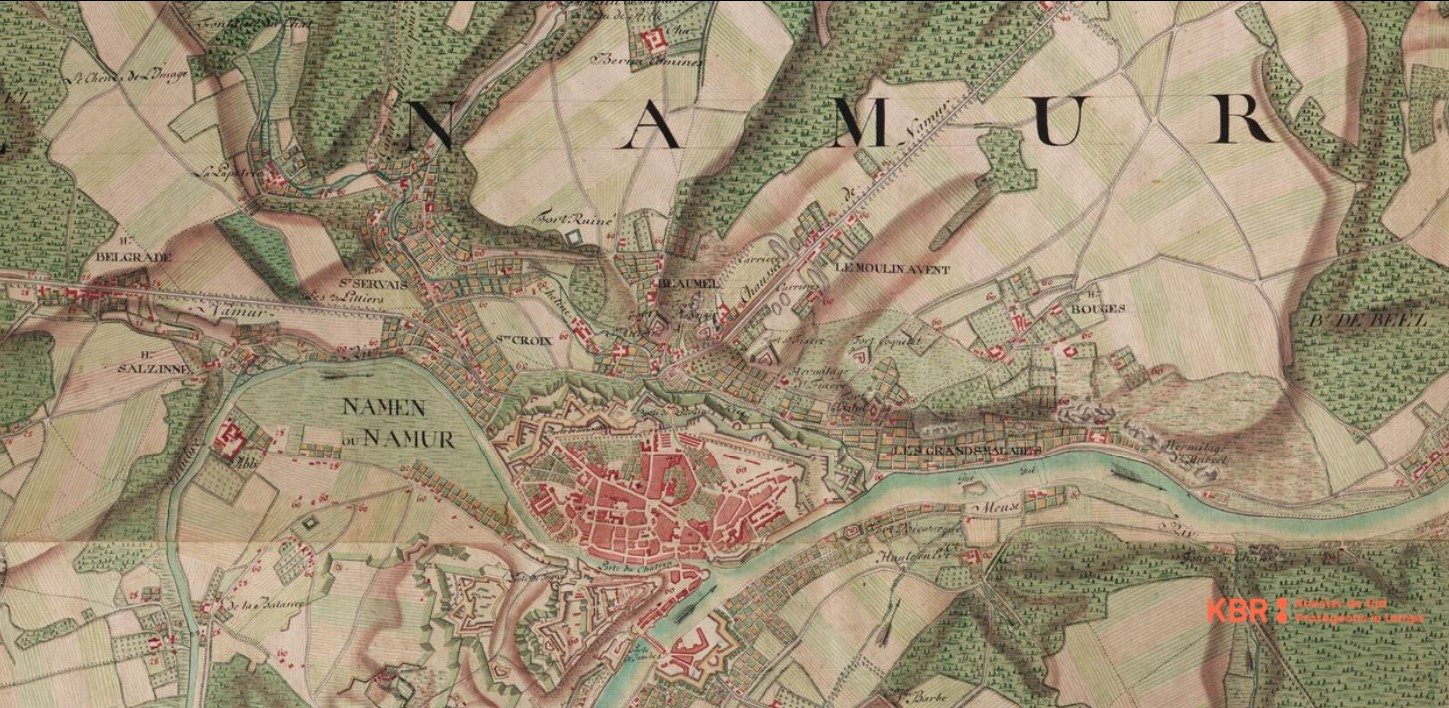
Carte de Ferraris 1777 - "Beaumel" au nord de Namur

## Architecture et patrimoine

### Les Abattoirs de Bomel

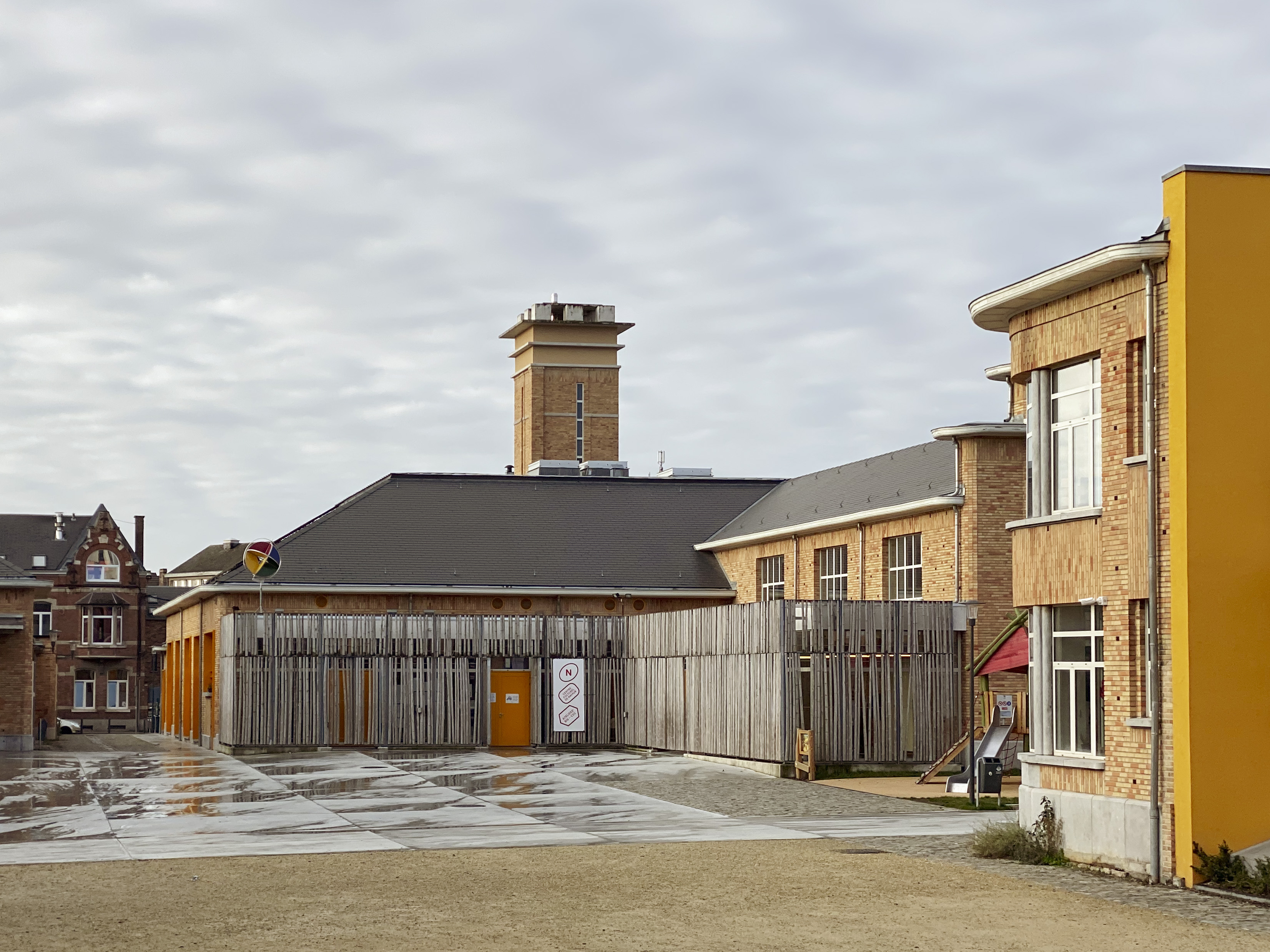
Les Abattoirs de Bomel

Sauvés de la destruction par l’action des habitants sous l’égide du comité de quartier, les Abattoirs de Bomel (1946) ont été entièrement restaurés en 2014 par le bureau d’architectes BAEB d’Emmanuel Bouffioux. Ils accueillent aujourd'hui le dynamique « Espace culturel des Abattoirs ».

### Les carrières d’Asty-Moulin
Témoins des importantes activités d’extraction que Bomel a connues, les carrières d’Asty-Moulin (ou 'Hastimoulin') sont devenues un lieu de promenade et d’observation de la nature. Elles sont classées en partie en zone Natura 2000.

### La Ferme de Berlacomine
A la limite de Vedrin, la Ferme de Berlacomine, exploitation agricole en activité, est érigée à l'emplacement d'une villa romaine. Ses bâtiments en carré situés majestueusement au milieu des champs sont classés au patrimoine de Wallonie. La construction actuelle remonte principalement au XVIIe siècle, mais comprend une partie du XVIe siècle.

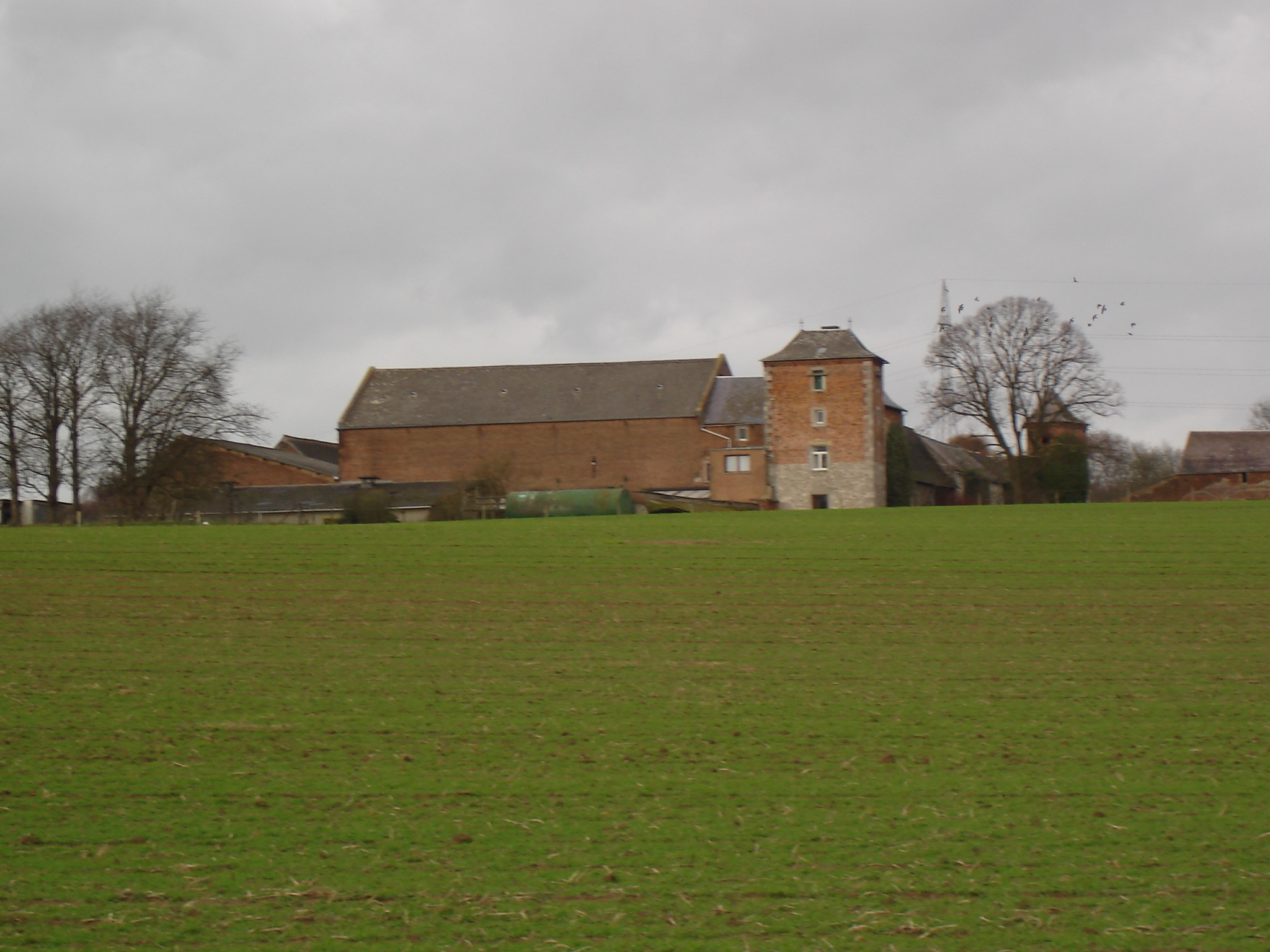
Ferme de Berlacomine
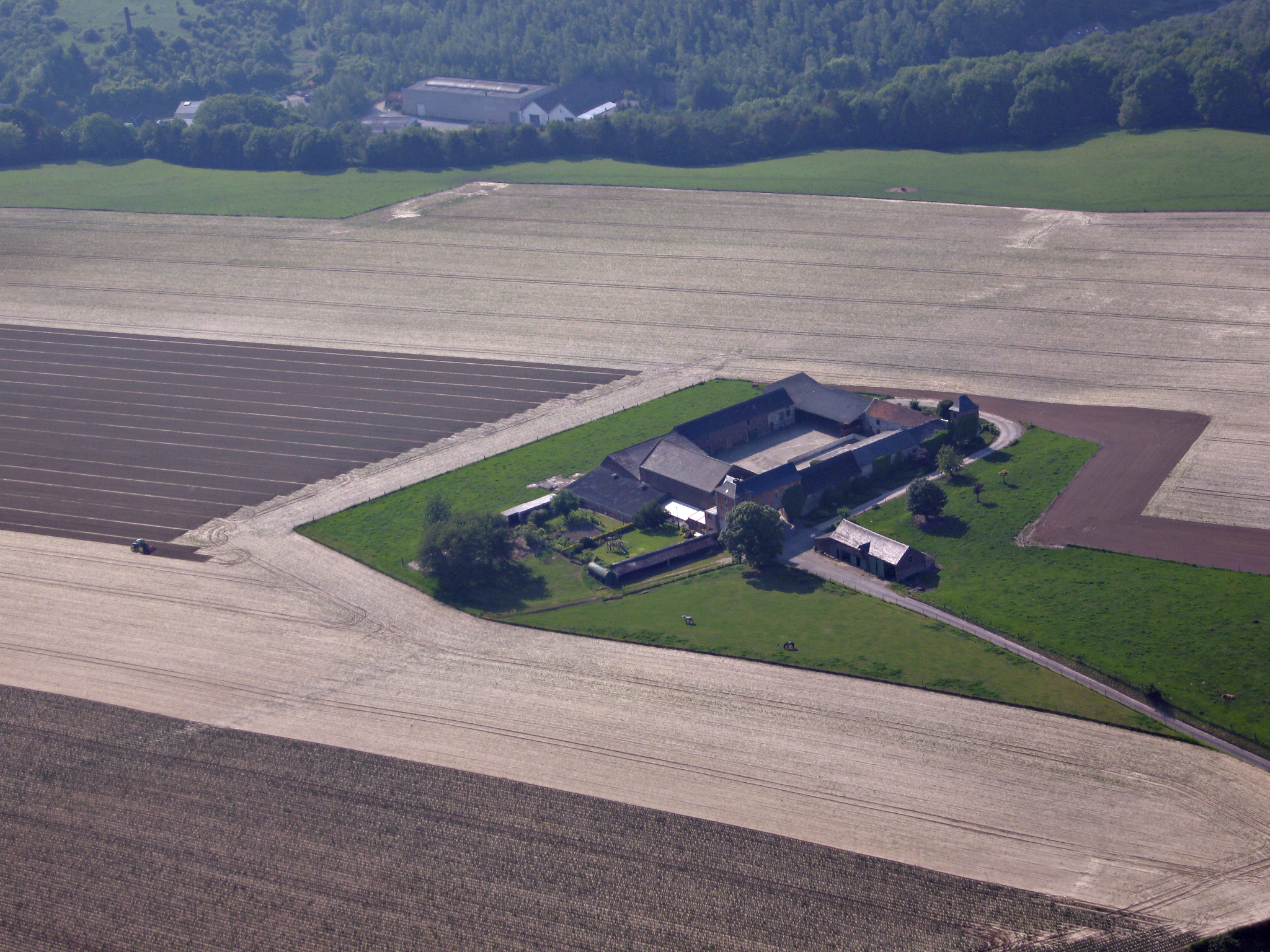
Vue aérienne de la ferme de Berlacomine

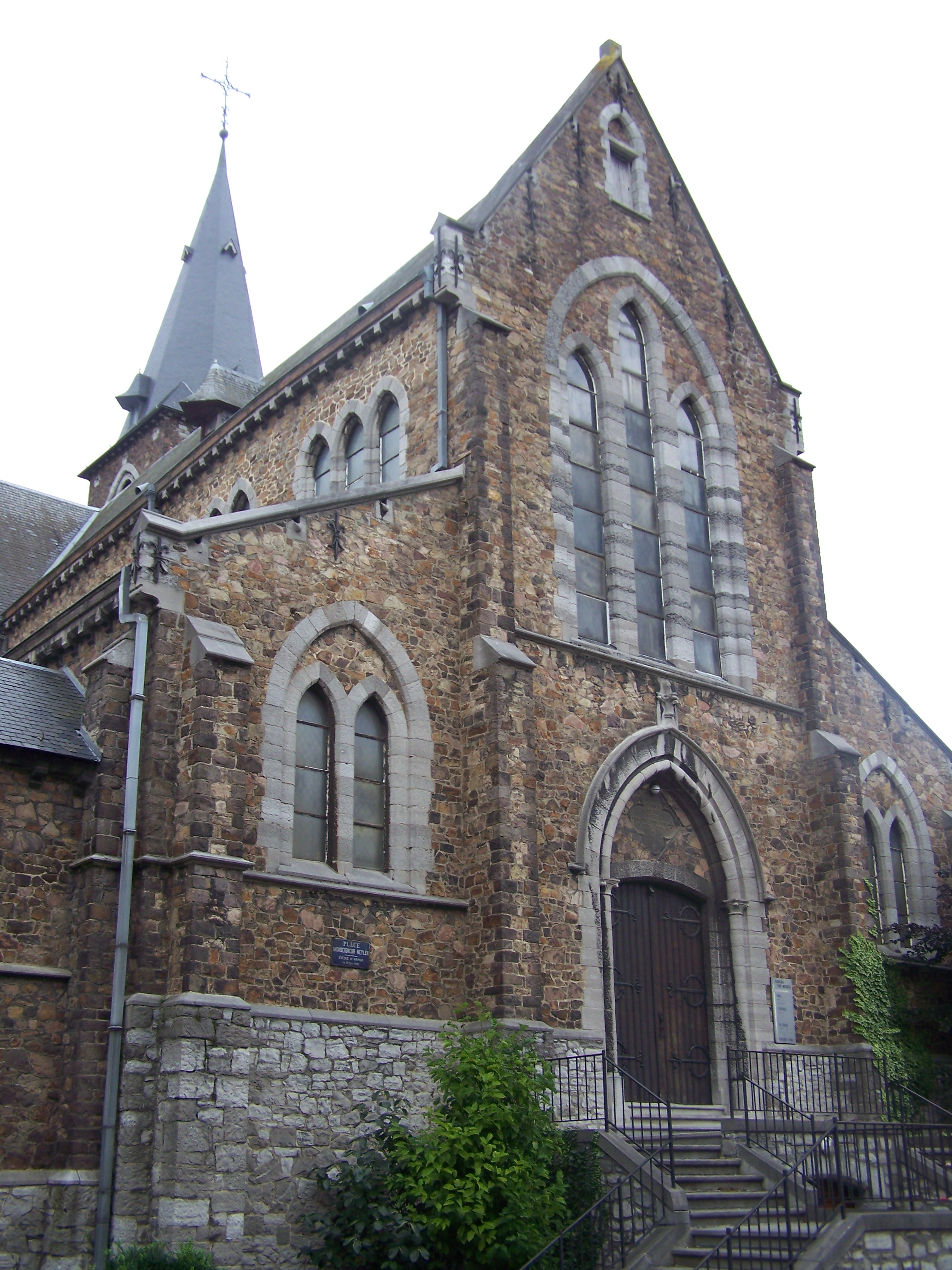
L'église du Saint-Sacrement, à Bomel

### L'église du Saint-Sacrement
Construite en 1906, lors de la rapide expansion urbaine de Bomel, l'église du Saint-Sacrement se trouve sur la 'place Mgr Heylen' qui était en fait le parvis de l'église. Elle rappelle la dévotion eucharistique promue par Mg Heylen, évêque de Namur, et le grand congrès eucharistique qu'il organisa à Namur en 1902.

### Le château de l'Horloge
Situé en haut de la rue de Bomel et longtemps dirigé par l'abbé Joseph André, aumônier de la prison de Namur, le château de l'Horloge était une maison d'accueil et de réinsertion pour ceux qui sortaient de prison. Il est aujourd'hui une des cinq maisons d'accueil gérées par la 'Fondation Gendebien'.

### Les Bow-windows
Dans les rues aux alentours de l’Espace culturel des Abattoirs on peut découvrir plusieurs habitations retenues au patrimoine de Wallonie notamment pour l’originalité de leurs bow-windows. Ces constructions témoignent de l'expansion du quartier durant la première moitié du XXe siècle.

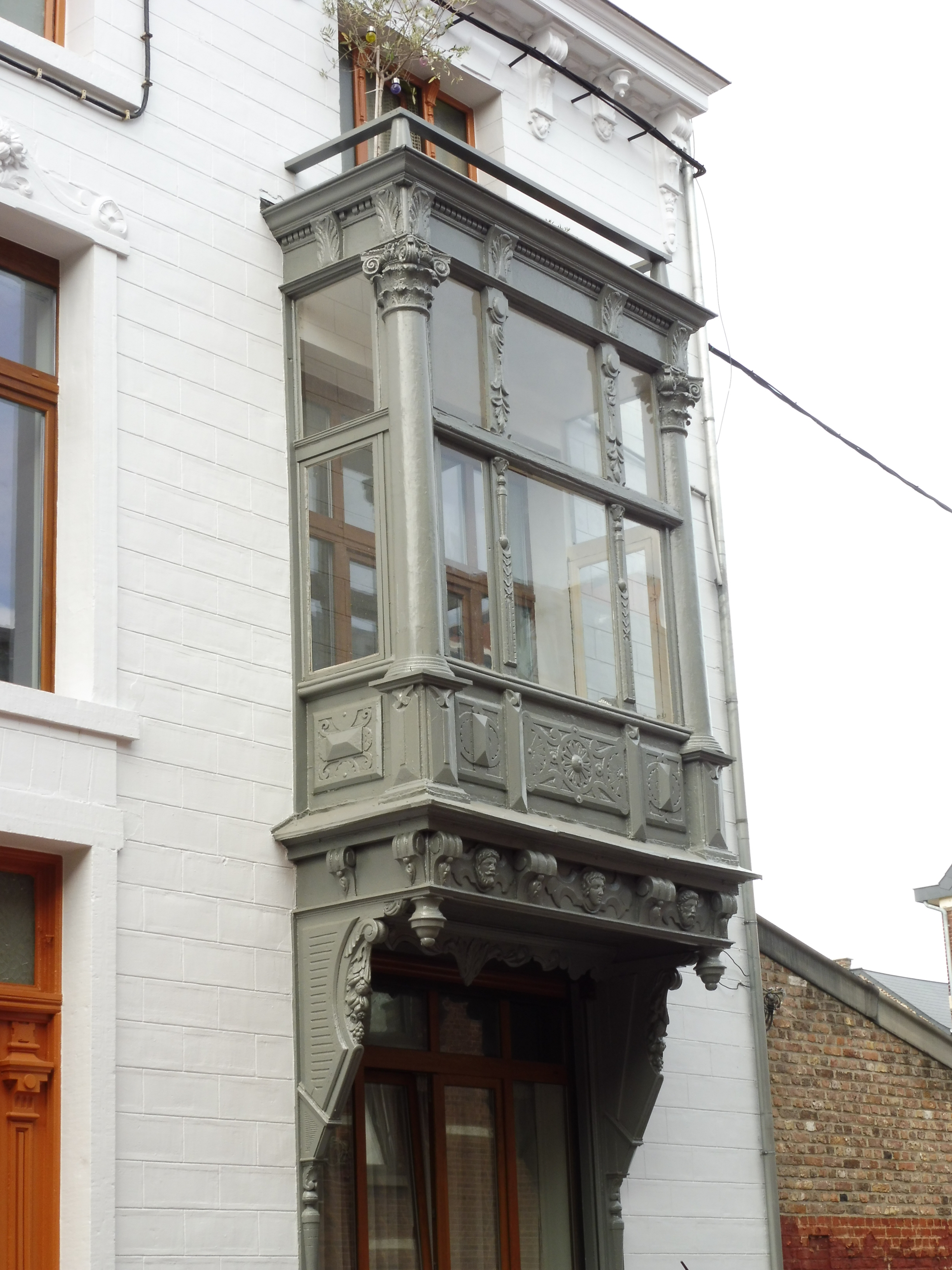
Rue Piret-Pauchet, 37
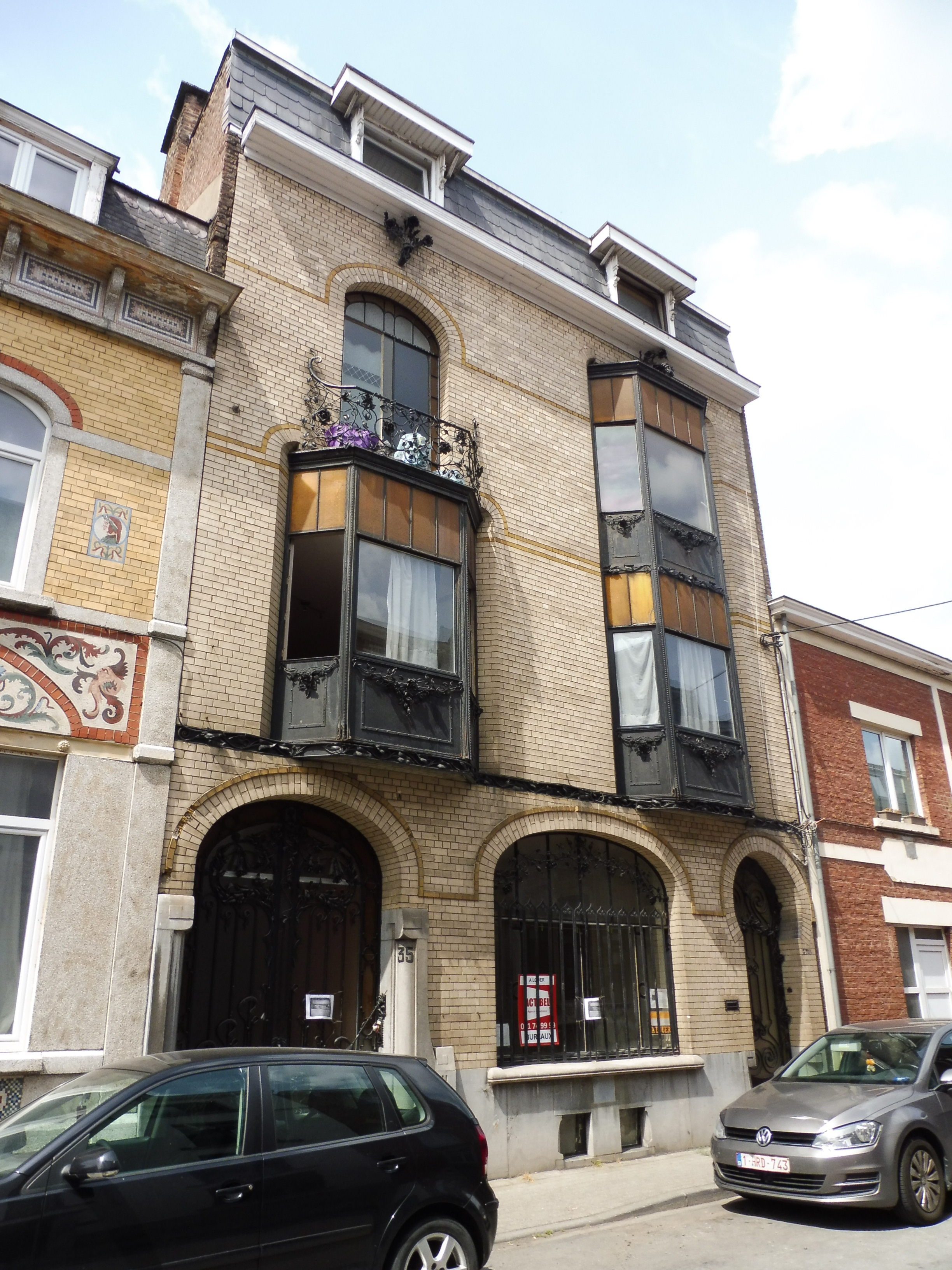
Rue Bastin, 35-37

## Brocante du1ermai
Bomel est connu pour sa brocante, organisée le 1er mai chaque année depuis 1982, dans les rues aux alentours de l'église et jusqu'au Fond d'Arquet.

## Galerie photos

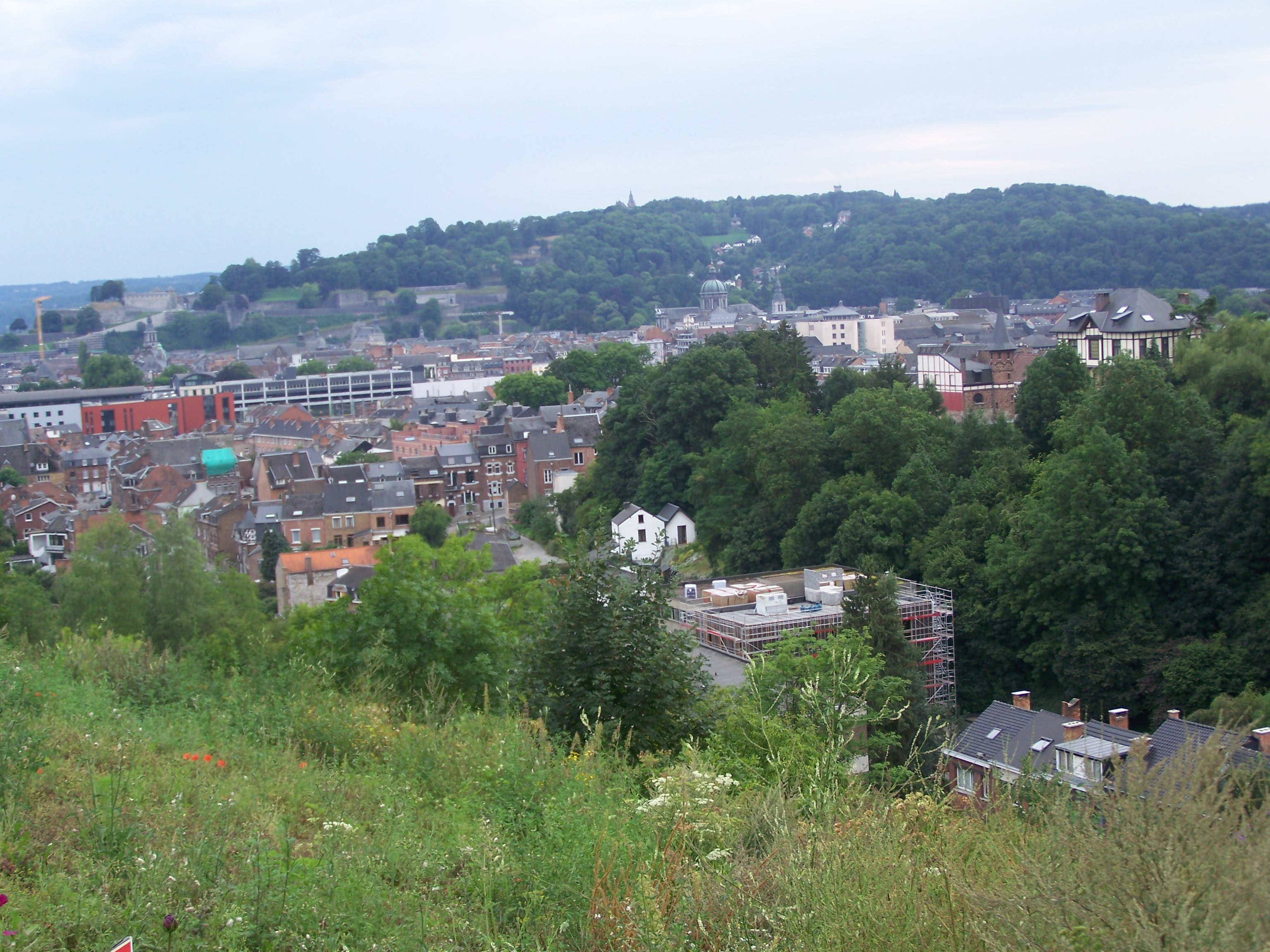
Vue de Bomel depuis Bouge
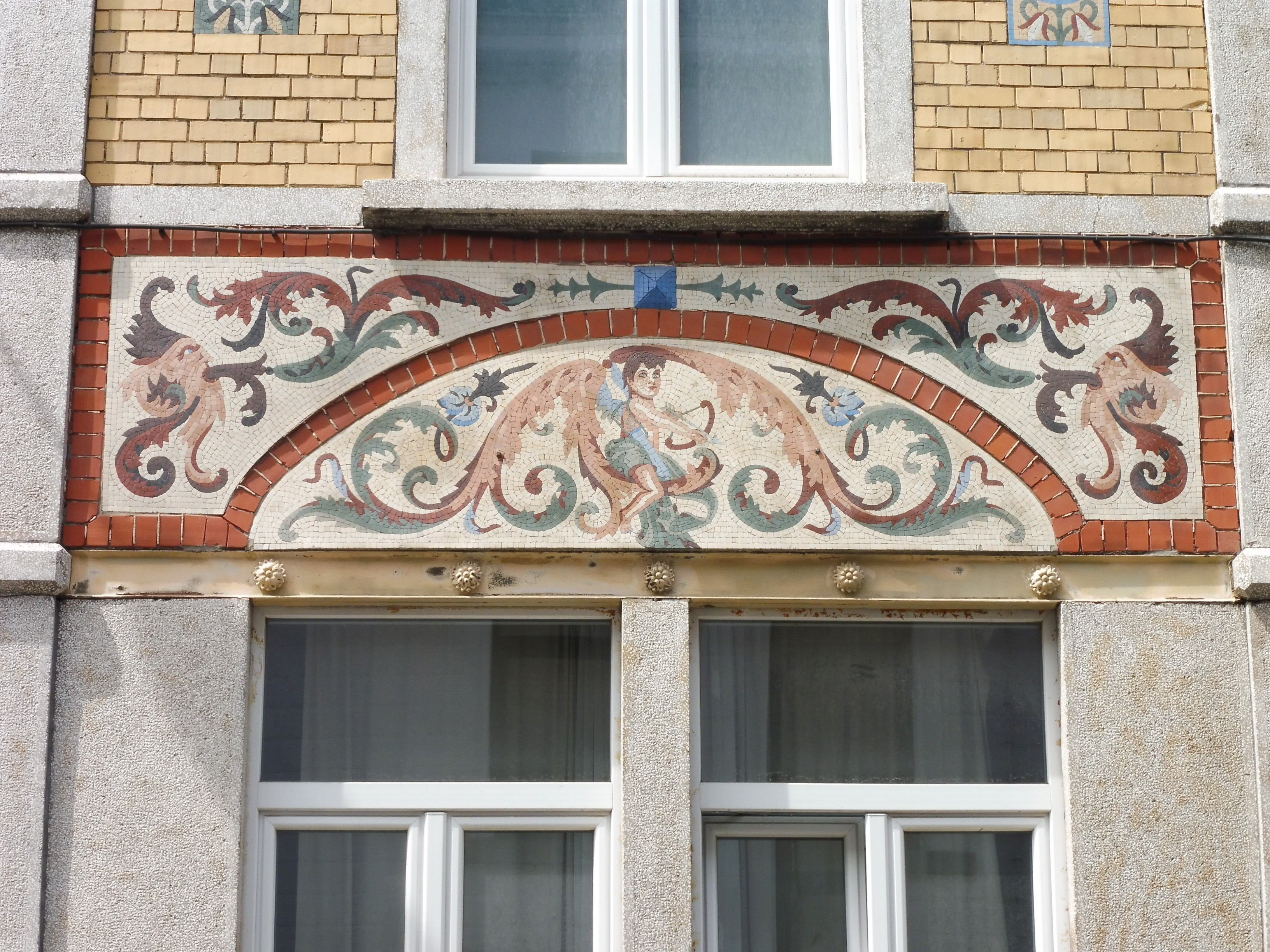
Détail de la façade du n°33 de la rue Bastin